# Gullane

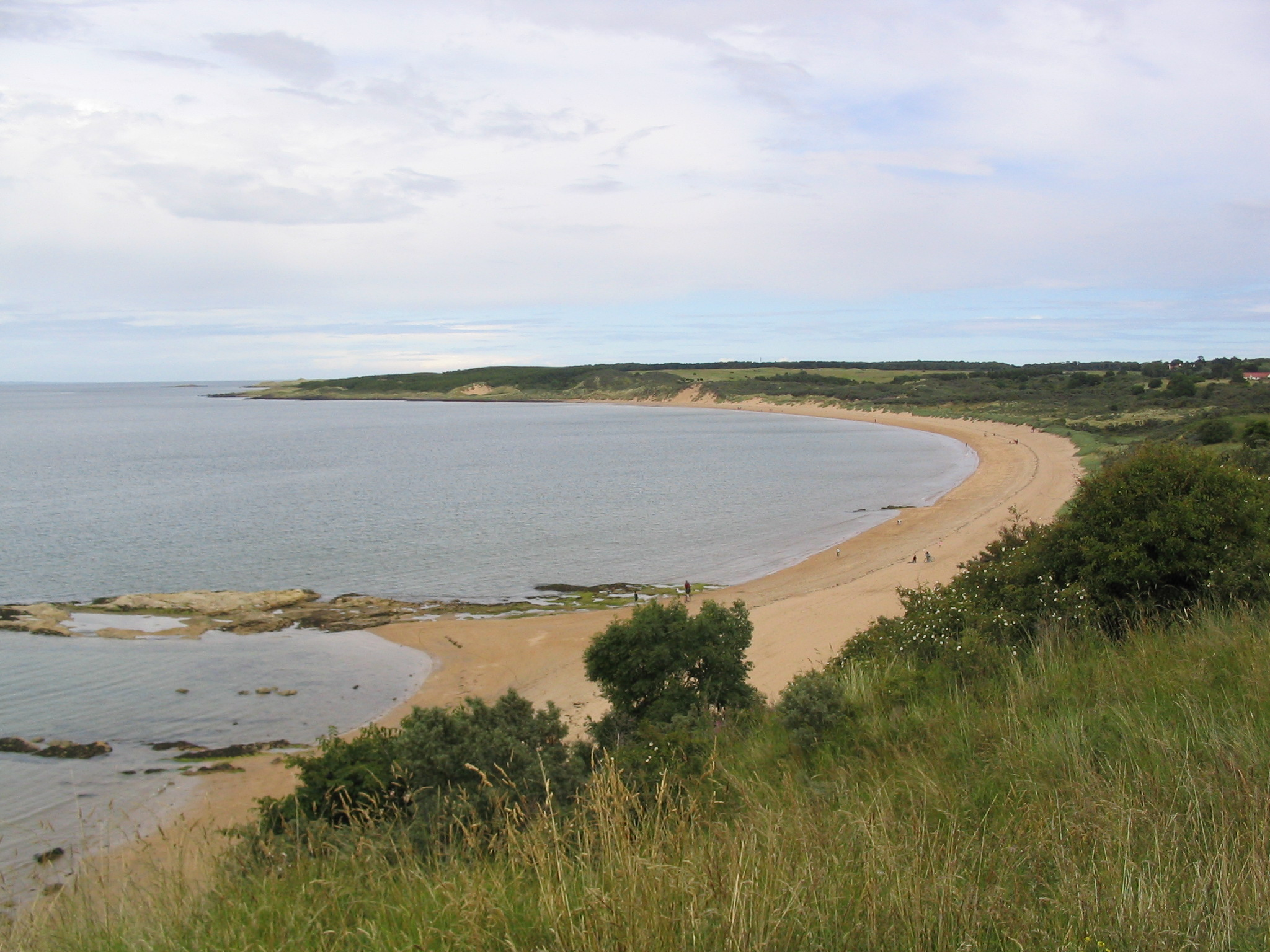
Playa Gullane

Gullane es una localidad situada en East Lothian, Escocia (Reino Unido). Tiene una población estimada, a mediados de 2020, de 2810 habitantes.
Está ubicada en la zona este de Escocia, sobre la costa sur del fiordo de Forth y al este de Edimburgo.